# Kegelsilene
Kegelsilene (Silene conica) is een eenjarige plant, die behoort tot de anjerfamilie (Caryophyllaceae). De plant komt van nature voor in Eurazië en in Nederland komt de plant ook als adventief voor.
De plant wordt 15-45 cm hoog en heeft behaarde stengels en bladeren. De stengel heeft bovenaan klierharen. De bladeren zijn lancetvormig. Kegelsilene bloeit in mei en juni met bleekroze of dieppaarsrode, tweeslachtige bloemen. De kort behaarde kelk is groen of roodbruin en de kelkslippen zijn smal driehoekig. Op de kelk zitten dertig nerven die niet met elkaar verbonden zijn. De plaat van de bloembladen is iets ingesneden en de bloem heeft drie stijlen.
De vrucht is een openspringende (dehiscente) doosvrucht.
Kegelsilene komt voor op open plaatsen op voedselarme, droge, kalkrijke zandgrond, zoals in duinen.

## Plantengemeenschap
Kegelsilene is een kensoort voor de kegelsilene-associatie (Sileno-Tortuletum ruraliformis), een plantengemeenschap van droge graslanden op kalkrijke, matig voedselrijke duinen.